# トミー・バーン (野球)
トミー・バーン（英語: Tommy Byrne）として知られるトーマス・ジョゼフ・バーン（英語: Thomas Joseph Byrne、1919年12月31日 - 2007年12月20日）は、メジャーリーグベースボールの4球団（ニューヨーク・ヤンキース、セントルイス・ブラウンズ、シカゴ・ホワイトソックス、ワシントン・セネタース）で出場したアメリカ合衆国のプロ野球選手（投手・左投左打）。第二次世界大戦では海軍少尉として従軍し、引退後にはウェイクフォレストの町長を務めた。

## 経歴

### 初期の経歴
ボルチモア・シティ・カレッジ（高校）とウェイクフォレスト大学に通った。
1943年のシーズン終了後の11月、海軍少尉としてアメリカ合衆国海軍に入り、ノーフォークの訓練施設に送られた。1944年には第二次世界大戦中は地中海で活動した駆逐艦オードノーの砲術士官として配属された。この時期にも海軍チームでプレーした記録が残されている。

### 野球選手としての経歴
1940年ニューヨーク・ヤンキースと契約、インターナショナルリーグ（当時トリプルAが存在しないためダブルA）のニューアーク・ベアーズで1942年まで出場した。1942年には17勝4敗、防御率3.10、打率.328と投打に活躍した。1943年にはロースター入りし、4月27日ボストン・レッドソックス戦の8回にリリーフとして登板しメジャーリーグ初出場。
第二次世界大戦後の1946年に復帰、一塁手への転向構想もあったとされるこの年には主に代打・代走としての出場となった。
MLBの最終出場は1957年9月21日であるが、その年のワールドシリーズに出場して2試合に登板し、第7戦の9回裏にはそのまま打席に立ち内野安打を放っている。

### 現役引退後
引退後はウェイクフォレスト大学（大学はウィンストン・セーラムに移転していた）の所在地であったウェイクフォレストに戻った。1963年の開幕前にニューヨーク・メッツのマイナーリーグ担当スカウトとして復帰。クライド・マカルーがメッツのコーチに転じた後任として、カロライナ・リーグのローリー・メッツの監督に就任し、7月29日からシーズン終了まで指揮を執った。
1973年から1987年にかけて、ウェイクフォレストの町長を務めた。
2007年12月20日、87歳でウェイクフォレストにて死去した。

## プレースタイル
バーンはためらいなく内角に強く投げ込む投球スタイルであったが、選手生活の大半でコントロールに苦しみ、「ワイルド・マン」とあだ名されるほどであった。1943年4月27日のデビュー後、130回以上を投げた4年間で、9回換算で6四球に相当する四球率を記録し、後にノーラン・ライアンがこの記録に並んだ。通算で最多死球5回、最多四球3回を数えた。これほどの制球難であったが、15勝を2回（1949年、1950年）、最も好成績であると考えられる1955年には16勝5敗、防御率3.15、勝率.762を記録しこれはリーグ最高勝率であった。
打者としても強打者であり、代打としても起用された。通算で打率.238（601打数143安打）、満塁2本を含む14本塁打、98打点を377試合で記録している。1946年（代打6試合、投手3試合、代打からの登板1試合）、1953年（代打20試合、投手11試合、代打からの登板1試合）は、投手としての出場数を打者としての出場数が上回っている。
13年間で投球回数1362回、85勝69敗、防御率4.11を記録した。K/BBは0.74（766三振、1037四球）と悪い成績であった。ワールドシリーズには4回出場し、1勝1敗、11三振、防御率2.53、投球回数21.1回。1950年には出場は無かったもののMLBオールスターゲームにアメリカン・リーグから選出されている。
また1955年の日米野球と翌1956年のメジャーリーグ開幕前のオープン戦で、特殊な投法の「背面投げ」（通称"Kimono Ball"）を披露したことでも知られる。